# Maison de Lancastre
Pour les articles homonymes, voir Lancastre (homonymie).
La maison de Lancastre est une branche cadette de la dynastie Plantagenêt qui a combattu la maison d'York lors de la guerre des Deux-Roses. Son emblème est la rose rouge.

## Première maison de Lancastre
Cette branche est issue d'Edmond Crouchback (1245 † 1296), fils du roi Henri III d'Angleterre, qui devint comte de Lancastre en 1267. Son fils aîné, Thomas, fut exécuté en 1322 pour trahison, mais Henry, le fils cadet hérita du comté. Cette branche s'éteignit en 1361 avec Henry de Grosmont, qui avait été fait duc de Lancastre en 1351. Sa fille Blanche de Lancastre épousa Jean de Gand, troisième fils du roi Édouard III d'Angleterre, lui apportant le comté de Lancastre.
|                                                |                                                |                                                |                                                | Henri III · (1207 † 1272) · roi d'Angleterre   |                                                |  |  |                                         |                                         |                                         |                                         |                                                    |                                                    |                                                    |                                                    |                                                    |                                                    |                                                  |                                                  |                                                                |                                                                |                                                                |                                                                |                                                                |                                                                |  |  |  |  |  |  |  |  |  |  |  |  |  |  |  |  |  |  |
|                                                |                                                |                                                |                                                |                                                |                                                |  |  |                                         |                                         |                                         |                                         |                                                    |                                                    |                                                    |                                                    |                                                    |                                                    |                                                  |                                                  |                                                                |                                                                |                                                                |                                                                |                                                                |                                                                |  |  |  |  |  |  |  |  |  |  |  |  |  |  |  |  |  |  |
|                                                |                                                |                                                |                                                |                                                |                                                |  |  |                                         |                                         |                                         |                                         |                                                    |                                                    |                                                    |                                                    |                                                    |                                                    |                                                  |                                                  |                                                                |                                                                |                                                                |                                                                |                                                                |                                                                |  |  |  |  |  |  |  |  |  |  |  |  |  |  |  |  |  |  |
| Édouard Ier · (1239 † 1307) · roi d'Angleterre | Édouard Ier · (1239 † 1307) · roi d'Angleterre | Édouard Ier · (1239 † 1307) · roi d'Angleterre | Édouard Ier · (1239 † 1307) · roi d'Angleterre | Édouard Ier · (1239 † 1307) · roi d'Angleterre | Édouard Ier · (1239 † 1307) · roi d'Angleterre |  |  |                                         |                                         |                                         |                                         | Edmond Crouchback (1245 † 1296) comte de Lancastre | Edmond Crouchback (1245 † 1296) comte de Lancastre | Edmond Crouchback (1245 † 1296) comte de Lancastre | Edmond Crouchback (1245 † 1296) comte de Lancastre | Edmond Crouchback (1245 † 1296) comte de Lancastre | Edmond Crouchback (1245 † 1296) comte de Lancastre |                                                  |                                                  |                                                                |                                                                |                                                                |                                                                |                                                                |                                                                |  |  |  |  |  |  |  |  |  |  |  |  |  |  |  |  |  |  |
| Édouard Ier · (1239 † 1307) · roi d'Angleterre | Édouard Ier · (1239 † 1307) · roi d'Angleterre | Édouard Ier · (1239 † 1307) · roi d'Angleterre | Édouard Ier · (1239 † 1307) · roi d'Angleterre | Édouard Ier · (1239 † 1307) · roi d'Angleterre | Édouard Ier · (1239 † 1307) · roi d'Angleterre |  |  |                                         |                                         |                                         |                                         | Edmond Crouchback (1245 † 1296) comte de Lancastre | Edmond Crouchback (1245 † 1296) comte de Lancastre | Edmond Crouchback (1245 † 1296) comte de Lancastre | Edmond Crouchback (1245 † 1296) comte de Lancastre | Edmond Crouchback (1245 † 1296) comte de Lancastre | Edmond Crouchback (1245 † 1296) comte de Lancastre |                                                  |                                                  |                                                                |                                                                |                                                                |                                                                |                                                                |                                                                |  |  |  |  |  |  |  |  |  |  |  |  |  |  |  |  |  |  |
|                                                |                                                |                                                |                                                |                                                |                                                |  |  |                                         |                                         |                                         |                                         |                                                    |                                                    |                                                    |                                                    |                                                    |                                                    |                                                  |                                                  |                                                                |                                                                |                                                                |                                                                |                                                                |                                                                |  |  |  |  |  |  |  |  |  |  |  |  |  |  |  |  |  |  |
| Édouard II · (1284 † 1327) · roi d'Angleterre  | Édouard II · (1284 † 1327) · roi d'Angleterre  | Édouard II · (1284 † 1327) · roi d'Angleterre  | Édouard II · (1284 † 1327) · roi d'Angleterre  | Édouard II · (1284 † 1327) · roi d'Angleterre  | Édouard II · (1284 † 1327) · roi d'Angleterre  |  |  | Thomas (1278 † 1322) comte de Lancastre | Thomas (1278 † 1322) comte de Lancastre | Thomas (1278 † 1322) comte de Lancastre | Thomas (1278 † 1322) comte de Lancastre | Thomas (1278 † 1322) comte de Lancastre            | Thomas (1278 † 1322) comte de Lancastre            |                                                    |                                                    | Henry (1281 † 1345) comte de Lancastre             | Henry (1281 † 1345) comte de Lancastre             | Henry (1281 † 1345) comte de Lancastre           | Henry (1281 † 1345) comte de Lancastre           | Henry (1281 † 1345) comte de Lancastre                         | Henry (1281 † 1345) comte de Lancastre                         |                                                                |                                                                |                                                                |                                                                |  |  |  |  |  |  |  |  |  |  |  |  |  |  |  |  |  |  |
| Édouard II · (1284 † 1327) · roi d'Angleterre  | Édouard II · (1284 † 1327) · roi d'Angleterre  | Édouard II · (1284 † 1327) · roi d'Angleterre  | Édouard II · (1284 † 1327) · roi d'Angleterre  | Édouard II · (1284 † 1327) · roi d'Angleterre  | Édouard II · (1284 † 1327) · roi d'Angleterre  |  |  | Thomas (1278 † 1322) comte de Lancastre | Thomas (1278 † 1322) comte de Lancastre | Thomas (1278 † 1322) comte de Lancastre | Thomas (1278 † 1322) comte de Lancastre | Thomas (1278 † 1322) comte de Lancastre            | Thomas (1278 † 1322) comte de Lancastre            |                                                    |                                                    | Henry (1281 † 1345) comte de Lancastre             | Henry (1281 † 1345) comte de Lancastre             | Henry (1281 † 1345) comte de Lancastre           | Henry (1281 † 1345) comte de Lancastre           | Henry (1281 † 1345) comte de Lancastre                         | Henry (1281 † 1345) comte de Lancastre                         |                                                                |                                                                |                                                                |                                                                |  |  |  |  |  |  |  |  |  |  |  |  |  |  |  |  |  |  |
| Édouard III · (1312 † 1377) · roi d'Angleterre | Édouard III · (1312 † 1377) · roi d'Angleterre | Édouard III · (1312 † 1377) · roi d'Angleterre | Édouard III · (1312 † 1377) · roi d'Angleterre | Édouard III · (1312 † 1377) · roi d'Angleterre | Édouard III · (1312 † 1377) · roi d'Angleterre |  |  |                                         |                                         |                                         |                                         |                                                    |                                                    |                                                    |                                                    | Henry de Grosmont (1310 † 1361) duc de Lancastre   | Henry de Grosmont (1310 † 1361) duc de Lancastre   | Henry de Grosmont (1310 † 1361) duc de Lancastre | Henry de Grosmont (1310 † 1361) duc de Lancastre | Henry de Grosmont (1310 † 1361) duc de Lancastre               | Henry de Grosmont (1310 † 1361) duc de Lancastre               |                                                                |                                                                |                                                                |                                                                |  |  |  |  |  |  |  |  |  |  |  |  |  |  |  |  |  |  |
| Édouard III · (1312 † 1377) · roi d'Angleterre | Édouard III · (1312 † 1377) · roi d'Angleterre | Édouard III · (1312 † 1377) · roi d'Angleterre | Édouard III · (1312 † 1377) · roi d'Angleterre | Édouard III · (1312 † 1377) · roi d'Angleterre | Édouard III · (1312 † 1377) · roi d'Angleterre |  |  |                                         |                                         |                                         |                                         |                                                    |                                                    |                                                    |                                                    | Henry de Grosmont (1310 † 1361) duc de Lancastre   | Henry de Grosmont (1310 † 1361) duc de Lancastre   | Henry de Grosmont (1310 † 1361) duc de Lancastre | Henry de Grosmont (1310 † 1361) duc de Lancastre | Henry de Grosmont (1310 † 1361) duc de Lancastre               | Henry de Grosmont (1310 † 1361) duc de Lancastre               |                                                                |                                                                |                                                                |                                                                |  |  |  |  |  |  |  |  |  |  |  |  |  |  |  |  |  |  |
|                                                |                                                |                                                |                                                |                                                |                                                |  |  |                                         |                                         |                                         |                                         |                                                    |                                                    |                                                    |                                                    |                                                    |                                                    |                                                  |                                                  |                                                                |                                                                |                                                                |                                                                |                                                                |                                                                |  |  |  |  |  |  |  |  |  |  |  |  |  |  |  |  |  |  |
| Jean de Gand (1340-1399) duc de Lancastre      | Jean de Gand (1340-1399) duc de Lancastre      | Jean de Gand (1340-1399) duc de Lancastre      | Jean de Gand (1340-1399) duc de Lancastre      | Jean de Gand (1340-1399) duc de Lancastre      | Jean de Gand (1340-1399) duc de Lancastre      |  |  |                                         |                                         |                                         |                                         | Blanche de Lancastre (1345-1368) x Jean de Gand    | Blanche de Lancastre (1345-1368) x Jean de Gand    | Blanche de Lancastre (1345-1368) x Jean de Gand    | Blanche de Lancastre (1345-1368) x Jean de Gand    | Blanche de Lancastre (1345-1368) x Jean de Gand    | Blanche de Lancastre (1345-1368) x Jean de Gand    |                                                  |                                                  | Maud (1339 † 1362) x Guillaume III de Bavière comte de Hainaut | Maud (1339 † 1362) x Guillaume III de Bavière comte de Hainaut | Maud (1339 † 1362) x Guillaume III de Bavière comte de Hainaut | Maud (1339 † 1362) x Guillaume III de Bavière comte de Hainaut | Maud (1339 † 1362) x Guillaume III de Bavière comte de Hainaut | Maud (1339 † 1362) x Guillaume III de Bavière comte de Hainaut |  |  |  |  |  |  |  |  |  |  |  |  |  |  |  |  |  |  |

## Seconde maison de Lancastre
Elle est issue de Jean de Gand (1340-1399) — John of Gaunt — fils cadet du roi Édouard III d'Angleterre, qui avait été fait duc de Lancastre. Elle régna sur l'Angleterre de 1399 à 1471.
L'avènement de cette dynastie au trône d'Angleterre fut la cause de la « guerre des Deux-Roses », guerre civile qui l'opposa au XVe siècle à la branche d'York. Ce conflit se termina par l'extinction des deux maisons. Le dernier prince de la maison de Lancastre est Édouard de Westminster, fils d'Henri VI.
Néanmoins, une branche illégitime de la maison de Lancastre s'est perpétuée jusqu'à aujourd'hui avec la famille de Somerset titrée comte de Worcester et duc de Beaufort, issus de Charles Somerset, fils naturel de Henri Beaufort, 2e duc de Somerset, les Beaufort étant eux-mêmes issus de Jean de Gand, duc de Lancastre.
| Première maison de Lancastre                  | Première maison de Lancastre                  | Première maison de Lancastre                  | Première maison de Lancastre                  | Première maison de Lancastre                  | Première maison de Lancastre                  |                                             |                                             | Édouard III · (1312 † 1377) · roi d'Angleterre | Édouard III · (1312 † 1377) · roi d'Angleterre | Édouard III · (1312 † 1377) · roi d'Angleterre | Édouard III · (1312 † 1377) · roi d'Angleterre | Édouard III · (1312 † 1377) · roi d'Angleterre | Édouard III · (1312 † 1377) · roi d'Angleterre |                                  |                                  |                                  |                                  |                              |                              |                              |                              |                            |                            |                            |                            |  |  |                                                 |                                                 |                                                 |                                                 |                                                 |                                                 |  |  |  |  |                                   |                                   |                                   |                                   |                                   |                                   |                                              |                                              |                                              |                                              |                                              |                                              |                                          |                                          |  |  |                                              |                                              |                                              |                                              |                                              |                                              |  |  |                                            |                                            |                                            |                                            |                                            |                                            |                                 |                                 |                                 |                                 |                                  |                                  |                                  |                                  |                                  |                                  |  |  |
| Première maison de Lancastre                  | Première maison de Lancastre                  | Première maison de Lancastre                  | Première maison de Lancastre                  | Première maison de Lancastre                  | Première maison de Lancastre                  |                                             |                                             | Édouard III · (1312 † 1377) · roi d'Angleterre | Édouard III · (1312 † 1377) · roi d'Angleterre | Édouard III · (1312 † 1377) · roi d'Angleterre | Édouard III · (1312 † 1377) · roi d'Angleterre | Édouard III · (1312 † 1377) · roi d'Angleterre | Édouard III · (1312 † 1377) · roi d'Angleterre |                                  |                                  |                                  |                                  |                              |                              |                              |                              |                            |                            |                            |                            |  |  |                                                 |                                                 |                                                 |                                                 |                                                 |                                                 |  |  |  |  |                                   |                                   |                                   |                                   |                                   |                                   |                                              |                                              |                                              |                                              |                                              |                                              |                                          |                                          |  |  |                                              |                                              |                                              |                                              |                                              |                                              |  |  |                                            |                                            |                                            |                                            |                                            |                                            |                                 |                                 |                                 |                                 |                                  |                                  |                                  |                                  |                                  |                                  |  |  |
| Blanche de Lancastre (1345 † 1368)            | Blanche de Lancastre (1345 † 1368)            | Blanche de Lancastre (1345 † 1368)            | Blanche de Lancastre (1345 † 1368)            | Blanche de Lancastre (1345 † 1368)            | Blanche de Lancastre (1345 † 1368)            |                                             |                                             | Jean de Gand (1340 † 1399)                     | Jean de Gand (1340 † 1399)                     | Jean de Gand (1340 † 1399)                     | Jean de Gand (1340 † 1399)                     | Jean de Gand (1340 † 1399)                     | Jean de Gand (1340 † 1399)                     |                                  |                                  |                                  |                                  |                              |                              |                              |                              |                            |                            |                            |                            |  |  |                                                 |                                                 |                                                 |                                                 |                                                 |                                                 |  |  |  |  |                                   |                                   |                                   |                                   |                                   |                                   |                                              |                                              | Constance de Castille (1354 † 1394)          | Constance de Castille (1354 † 1394)          | Constance de Castille (1354 † 1394)          | Constance de Castille (1354 † 1394)          | Constance de Castille (1354 † 1394)      | Constance de Castille (1354 † 1394)      |  |  |                                              |                                              |                                              |                                              |                                              |                                              |  |  |                                            |                                            |                                            |                                            |                                            |                                            |                                 |                                 |                                 |                                 | Katherine Swynford (1350 † 1403) | Katherine Swynford (1350 † 1403) | Katherine Swynford (1350 † 1403) | Katherine Swynford (1350 † 1403) | Katherine Swynford (1350 † 1403) | Katherine Swynford (1350 † 1403) |  |  |
| Blanche de Lancastre (1345 † 1368)            | Blanche de Lancastre (1345 † 1368)            | Blanche de Lancastre (1345 † 1368)            | Blanche de Lancastre (1345 † 1368)            | Blanche de Lancastre (1345 † 1368)            | Blanche de Lancastre (1345 † 1368)            |                                             |                                             | Jean de Gand (1340 † 1399)                     | Jean de Gand (1340 † 1399)                     | Jean de Gand (1340 † 1399)                     | Jean de Gand (1340 † 1399)                     | Jean de Gand (1340 † 1399)                     | Jean de Gand (1340 † 1399)                     |                                  |                                  |                                  |                                  |                              |                              |                              |                              |                            |                            |                            |                            |  |  |                                                 |                                                 |                                                 |                                                 |                                                 |                                                 |  |  |  |  |                                   |                                   |                                   |                                   |                                   |                                   |                                              |                                              | Constance de Castille (1354 † 1394)          | Constance de Castille (1354 † 1394)          | Constance de Castille (1354 † 1394)          | Constance de Castille (1354 † 1394)          | Constance de Castille (1354 † 1394)      | Constance de Castille (1354 † 1394)      |  |  |                                              |                                              |                                              |                                              |                                              |                                              |  |  |                                            |                                            |                                            |                                            |                                            |                                            |                                 |                                 |                                 |                                 | Katherine Swynford (1350 † 1403) | Katherine Swynford (1350 † 1403) | Katherine Swynford (1350 † 1403) | Katherine Swynford (1350 † 1403) | Katherine Swynford (1350 † 1403) | Katherine Swynford (1350 † 1403) |  |  |
|                                               |                                               |                                               |                                               |                                               |                                               |                                             |                                             |                                                |                                                |                                                |                                                |                                                |                                                |                                  |                                  |                                  |                                  |                              |                              |                              |                              |                            |                            |                            |                            |  |  |                                                 |                                                 |                                                 |                                                 |                                                 |                                                 |  |  |  |  |                                   |                                   |                                   |                                   |                                   |                                   |                                              |                                              |                                              |                                              |                                              |                                              |                                          |                                          |  |  |                                              |                                              |                                              |                                              |                                              |                                              |  |  |                                            |                                            |                                            |                                            |                                            |                                            |                                 |                                 |                                 |                                 |                                  |                                  |                                  |                                  |                                  |                                  |  |  |
|                                               |                                               |                                               |                                               |                                               |                                               |                                             |                                             |                                                |                                                |                                                |                                                |                                                |                                                |                                  |                                  |                                  |                                  |                              |                              |                              |                              |                            |                            |                            |                            |  |  |                                                 |                                                 |                                                 |                                                 |                                                 |                                                 |  |  |  |  |                                   |                                   |                                   |                                   |                                   |                                   |                                              |                                              |                                              |                                              |                                              |                                              |                                          |                                          |  |  |                                              |                                              |                                              |                                              |                                              |                                              |  |  |                                            |                                            |                                            |                                            |                                            |                                            |                                 |                                 |                                 |                                 |                                  |                                  |                                  |                                  |                                  |                                  |  |  |
| Philippa (1360 † 1415) x Jean Ier de Portugal | Philippa (1360 † 1415) x Jean Ier de Portugal | Philippa (1360 † 1415) x Jean Ier de Portugal | Philippa (1360 † 1415) x Jean Ier de Portugal | Philippa (1360 † 1415) x Jean Ier de Portugal | Philippa (1360 † 1415) x Jean Ier de Portugal |                                             |                                             | Henri IV · (1367 † 1413) · roi d'Angleterre    | Henri IV · (1367 † 1413) · roi d'Angleterre    | Henri IV · (1367 † 1413) · roi d'Angleterre    | Henri IV · (1367 † 1413) · roi d'Angleterre    | Henri IV · (1367 † 1413) · roi d'Angleterre    | Henri IV · (1367 † 1413) · roi d'Angleterre    |                                  |                                  | Marie de Bohun (1368 † 1394)     | Marie de Bohun (1368 † 1394)     | Marie de Bohun (1368 † 1394) | Marie de Bohun (1368 † 1394) | Marie de Bohun (1368 † 1394) | Marie de Bohun (1368 † 1394) |                            |                            |                            |                            |  |  | Catherine (1373 † 1418) x Henri III de Castille | Catherine (1373 † 1418) x Henri III de Castille | Catherine (1373 † 1418) x Henri III de Castille | Catherine (1373 † 1418) x Henri III de Castille | Catherine (1373 † 1418) x Henri III de Castille | Catherine (1373 † 1418) x Henri III de Castille |  |  |  |  |                                   |                                   |                                   |                                   |                                   |                                   |                                              |                                              |                                              |                                              |                                              |                                              |                                          |                                          |  |  |                                              |                                              |                                              |                                              |                                              |                                              |  |  |                                            |                                            |                                            |                                            | Maison Beaufort                            | Maison Beaufort                            | Maison Beaufort                 | Maison Beaufort                 | Maison Beaufort                 | Maison Beaufort                 |                                  |                                  |                                  |                                  |                                  |                                  |  |  |
| Philippa (1360 † 1415) x Jean Ier de Portugal | Philippa (1360 † 1415) x Jean Ier de Portugal | Philippa (1360 † 1415) x Jean Ier de Portugal | Philippa (1360 † 1415) x Jean Ier de Portugal | Philippa (1360 † 1415) x Jean Ier de Portugal | Philippa (1360 † 1415) x Jean Ier de Portugal |                                             |                                             | Henri IV · (1367 † 1413) · roi d'Angleterre    | Henri IV · (1367 † 1413) · roi d'Angleterre    | Henri IV · (1367 † 1413) · roi d'Angleterre    | Henri IV · (1367 † 1413) · roi d'Angleterre    | Henri IV · (1367 † 1413) · roi d'Angleterre    | Henri IV · (1367 † 1413) · roi d'Angleterre    |                                  |                                  | Marie de Bohun (1368 † 1394)     | Marie de Bohun (1368 † 1394)     | Marie de Bohun (1368 † 1394) | Marie de Bohun (1368 † 1394) | Marie de Bohun (1368 † 1394) | Marie de Bohun (1368 † 1394) |                            |                            |                            |                            |  |  | Catherine (1373 † 1418) x Henri III de Castille | Catherine (1373 † 1418) x Henri III de Castille | Catherine (1373 † 1418) x Henri III de Castille | Catherine (1373 † 1418) x Henri III de Castille | Catherine (1373 † 1418) x Henri III de Castille | Catherine (1373 † 1418) x Henri III de Castille |  |  |  |  |                                   |                                   |                                   |                                   |                                   |                                   |                                              |                                              |                                              |                                              |                                              |                                              |                                          |                                          |  |  |                                              |                                              |                                              |                                              |                                              |                                              |  |  |                                            |                                            |                                            |                                            | Maison Beaufort                            | Maison Beaufort                            | Maison Beaufort                 | Maison Beaufort                 | Maison Beaufort                 | Maison Beaufort                 |                                  |                                  |                                  |                                  |                                  |                                  |  |  |
|                                               |                                               |                                               |                                               |                                               |                                               |                                             |                                             |                                                |                                                |                                                |                                                |                                                |                                                |                                  |                                  |                                  |                                  |                              |                              |                              |                              |                            |                            |                            |                            |  |  |                                                 |                                                 |                                                 |                                                 |                                                 |                                                 |  |  |  |  |                                   |                                   |                                   |                                   |                                   |                                   |                                              |                                              |                                              |                                              |                                              |                                              |                                          |                                          |  |  |                                              |                                              |                                              |                                              |                                              |                                              |  |  |                                            |                                            |                                            |                                            |                                            |                                            |                                 |                                 |                                 |                                 |                                  |                                  |                                  |                                  |                                  |                                  |  |  |
|                                               |                                               |                                               |                                               |                                               |                                               |                                             |                                             |                                                |                                                |                                                |                                                |                                                |                                                |                                  |                                  |                                  |                                  |                              |                              |                              |                              |                            |                            |                            |                            |  |  |                                                 |                                                 |                                                 |                                                 |                                                 |                                                 |  |  |  |  |                                   |                                   |                                   |                                   |                                   |                                   |                                              |                                              |                                              |                                              |                                              |                                              |                                          |                                          |  |  |                                              |                                              |                                              |                                              |                                              |                                              |  |  |                                            |                                            |                                            |                                            |                                            |                                            |                                 |                                 |                                 |                                 |                                  |                                  |                                  |                                  |                                  |                                  |  |  |
| Henri V · (1386 † 1422) · roi d'Angleterre    | Henri V · (1386 † 1422) · roi d'Angleterre    | Henri V · (1386 † 1422) · roi d'Angleterre    | Henri V · (1386 † 1422) · roi d'Angleterre    | Henri V · (1386 † 1422) · roi d'Angleterre    | Henri V · (1386 † 1422) · roi d'Angleterre    |                                             |                                             | Catherine de France (1401 † 1437)              | Catherine de France (1401 † 1437)              | Catherine de France (1401 † 1437)              | Catherine de France (1401 † 1437)              | Catherine de France (1401 † 1437)              | Catherine de France (1401 † 1437)              |                                  |                                  |                                  |                                  |                              |                              |                              |                              |                            |                            |                            |                            |  |  | Owen Tudor (1400 † 1461)                        | Owen Tudor (1400 † 1461)                        | Owen Tudor (1400 † 1461)                        | Owen Tudor (1400 † 1461)                        | Owen Tudor (1400 † 1461)                        | Owen Tudor (1400 † 1461)                        |  |  |  |  | Jean (1389 † 1435) duc de Bedford | Jean (1389 † 1435) duc de Bedford | Jean (1389 † 1435) duc de Bedford | Jean (1389 † 1435) duc de Bedford | Jean (1389 † 1435) duc de Bedford | Jean (1389 † 1435) duc de Bedford |                                              |                                              | Humphrey (1390 † 1447) duc de Gloucester     | Humphrey (1390 † 1447) duc de Gloucester     | Humphrey (1390 † 1447) duc de Gloucester     | Humphrey (1390 † 1447) duc de Gloucester     | Humphrey (1390 † 1447) duc de Gloucester | Humphrey (1390 † 1447) duc de Gloucester |  |  | Blanche (1392 † 1409) x Louis III de Bavière | Blanche (1392 † 1409) x Louis III de Bavière | Blanche (1392 † 1409) x Louis III de Bavière | Blanche (1392 † 1409) x Louis III de Bavière | Blanche (1392 † 1409) x Louis III de Bavière | Blanche (1392 † 1409) x Louis III de Bavière |  |  | Philippa (1394 † 1430) x Éric de Poméranie | Philippa (1394 † 1430) x Éric de Poméranie | Philippa (1394 † 1430) x Éric de Poméranie | Philippa (1394 † 1430) x Éric de Poméranie | Philippa (1394 † 1430) x Éric de Poméranie | Philippa (1394 † 1430) x Éric de Poméranie |                                 |                                 |                                 |                                 |                                  |                                  |                                  |                                  |                                  |                                  |  |  |
| Henri V · (1386 † 1422) · roi d'Angleterre    | Henri V · (1386 † 1422) · roi d'Angleterre    | Henri V · (1386 † 1422) · roi d'Angleterre    | Henri V · (1386 † 1422) · roi d'Angleterre    | Henri V · (1386 † 1422) · roi d'Angleterre    | Henri V · (1386 † 1422) · roi d'Angleterre    |                                             |                                             | Catherine de France (1401 † 1437)              | Catherine de France (1401 † 1437)              | Catherine de France (1401 † 1437)              | Catherine de France (1401 † 1437)              | Catherine de France (1401 † 1437)              | Catherine de France (1401 † 1437)              |                                  |                                  |                                  |                                  |                              |                              |                              |                              |                            |                            |                            |                            |  |  | Owen Tudor (1400 † 1461)                        | Owen Tudor (1400 † 1461)                        | Owen Tudor (1400 † 1461)                        | Owen Tudor (1400 † 1461)                        | Owen Tudor (1400 † 1461)                        | Owen Tudor (1400 † 1461)                        |  |  |  |  | Jean (1389 † 1435) duc de Bedford | Jean (1389 † 1435) duc de Bedford | Jean (1389 † 1435) duc de Bedford | Jean (1389 † 1435) duc de Bedford | Jean (1389 † 1435) duc de Bedford | Jean (1389 † 1435) duc de Bedford |                                              |                                              | Humphrey (1390 † 1447) duc de Gloucester     | Humphrey (1390 † 1447) duc de Gloucester     | Humphrey (1390 † 1447) duc de Gloucester     | Humphrey (1390 † 1447) duc de Gloucester     | Humphrey (1390 † 1447) duc de Gloucester | Humphrey (1390 † 1447) duc de Gloucester |  |  | Blanche (1392 † 1409) x Louis III de Bavière | Blanche (1392 † 1409) x Louis III de Bavière | Blanche (1392 † 1409) x Louis III de Bavière | Blanche (1392 † 1409) x Louis III de Bavière | Blanche (1392 † 1409) x Louis III de Bavière | Blanche (1392 † 1409) x Louis III de Bavière |  |  | Philippa (1394 † 1430) x Éric de Poméranie | Philippa (1394 † 1430) x Éric de Poméranie | Philippa (1394 † 1430) x Éric de Poméranie | Philippa (1394 † 1430) x Éric de Poméranie | Philippa (1394 † 1430) x Éric de Poméranie | Philippa (1394 † 1430) x Éric de Poméranie |                                 |                                 |                                 |                                 |                                  |                                  |                                  |                                  |                                  |                                  |  |  |
|                                               |                                               |                                               |                                               |                                               |                                               |                                             |                                             |                                                |                                                |                                                |                                                |                                                |                                                |                                  |                                  |                                  |                                  |                              |                              |                              |                              |                            |                            |                            |                            |  |  |                                                 |                                                 |                                                 |                                                 |                                                 |                                                 |  |  |  |  |                                   |                                   |                                   |                                   |                                   |                                   |                                              |                                              |                                              |                                              |                                              |                                              |                                          |                                          |  |  |                                              |                                              |                                              |                                              |                                              |                                              |  |  |                                            |                                            |                                            |                                            |                                            |                                            |                                 |                                 |                                 |                                 |                                  |                                  |                                  |                                  |                                  |                                  |  |  |
|                                               |                                               |                                               |                                               | Henri VI · (1421 † 1471) · roi d'Angleterre   | Henri VI · (1421 † 1471) · roi d'Angleterre   | Henri VI · (1421 † 1471) · roi d'Angleterre | Henri VI · (1421 † 1471) · roi d'Angleterre | Henri VI · (1421 † 1471) · roi d'Angleterre    | Henri VI · (1421 † 1471) · roi d'Angleterre    |                                                |                                                | Marguerite d'Anjou (1430 † 1482)               | Marguerite d'Anjou (1430 † 1482)               | Marguerite d'Anjou (1430 † 1482) | Marguerite d'Anjou (1430 † 1482) | Marguerite d'Anjou (1430 † 1482) | Marguerite d'Anjou (1430 † 1482) |                              |                              | Edmond Tudor (1430 † 1456)   | Edmond Tudor (1430 † 1456)   | Edmond Tudor (1430 † 1456) | Edmond Tudor (1430 † 1456) | Edmond Tudor (1430 † 1456) | Edmond Tudor (1430 † 1456) |  |  |                                                 |                                                 |                                                 |                                                 |                                                 |                                                 |  |  |  |  |                                   |                                   |                                   |                                   |                                   |                                   |                                              |                                              |                                              |                                              |                                              |                                              |                                          |                                          |  |  |                                              |                                              |                                              |                                              |                                              |                                              |  |  |                                            |                                            |                                            |                                            | Margaret Beaufort (1443 † 1509)            | Margaret Beaufort (1443 † 1509)            | Margaret Beaufort (1443 † 1509) | Margaret Beaufort (1443 † 1509) | Margaret Beaufort (1443 † 1509) | Margaret Beaufort (1443 † 1509) |                                  |                                  |                                  |                                  |                                  |                                  |  |  |
|                                               |                                               |                                               |                                               | Henri VI · (1421 † 1471) · roi d'Angleterre   | Henri VI · (1421 † 1471) · roi d'Angleterre   | Henri VI · (1421 † 1471) · roi d'Angleterre | Henri VI · (1421 † 1471) · roi d'Angleterre | Henri VI · (1421 † 1471) · roi d'Angleterre    | Henri VI · (1421 † 1471) · roi d'Angleterre    |                                                |                                                | Marguerite d'Anjou (1430 † 1482)               | Marguerite d'Anjou (1430 † 1482)               | Marguerite d'Anjou (1430 † 1482) | Marguerite d'Anjou (1430 † 1482) | Marguerite d'Anjou (1430 † 1482) | Marguerite d'Anjou (1430 † 1482) |                              |                              | Edmond Tudor (1430 † 1456)   | Edmond Tudor (1430 † 1456)   | Edmond Tudor (1430 † 1456) | Edmond Tudor (1430 † 1456) | Edmond Tudor (1430 † 1456) | Edmond Tudor (1430 † 1456) |  |  |                                                 |                                                 |                                                 |                                                 |                                                 |                                                 |  |  |  |  |                                   |                                   |                                   |                                   |                                   |                                   |                                              |                                              |                                              |                                              |                                              |                                              |                                          |                                          |  |  |                                              |                                              |                                              |                                              |                                              |                                              |  |  |                                            |                                            |                                            |                                            | Margaret Beaufort (1443 † 1509)            | Margaret Beaufort (1443 † 1509)            | Margaret Beaufort (1443 † 1509) | Margaret Beaufort (1443 † 1509) | Margaret Beaufort (1443 † 1509) | Margaret Beaufort (1443 † 1509) |                                  |                                  |                                  |                                  |                                  |                                  |  |  |
|                                               |                                               |                                               |                                               |                                               |                                               |                                             |                                             |                                                |                                                |                                                |                                                |                                                |                                                |                                  |                                  |                                  |                                  |                              |                              |                              |                              |                            |                            |                            |                            |  |  |                                                 |                                                 |                                                 |                                                 |                                                 |                                                 |  |  |  |  |                                   |                                   |                                   |                                   |                                   |                                   |                                              |                                              |                                              |                                              |                                              |                                              |                                          |                                          |  |  |                                              |                                              |                                              |                                              |                                              |                                              |  |  |                                            |                                            |                                            |                                            |                                            |                                            |                                 |                                 |                                 |                                 |                                  |                                  |                                  |                                  |                                  |                                  |  |  |
|                                               |                                               |                                               |                                               |                                               |                                               |                                             |                                             | Édouard (1453 † 1471) prince de Galles         | Édouard (1453 † 1471) prince de Galles         | Édouard (1453 † 1471) prince de Galles         | Édouard (1453 † 1471) prince de Galles         | Édouard (1453 † 1471) prince de Galles         | Édouard (1453 † 1471) prince de Galles         |                                  |                                  |                                  |                                  |                              |                              |                              |                              |                            |                            |                            |                            |  |  |                                                 |                                                 |                                                 |                                                 |                                                 |                                                 |  |  |  |  |                                   |                                   |                                   |                                   |                                   |                                   | Henri VII · (1457 † 1509) · roi d'Angleterre | Henri VII · (1457 † 1509) · roi d'Angleterre | Henri VII · (1457 † 1509) · roi d'Angleterre | Henri VII · (1457 † 1509) · roi d'Angleterre | Henri VII · (1457 † 1509) · roi d'Angleterre | Henri VII · (1457 † 1509) · roi d'Angleterre |                                          |                                          |  |  |                                              |                                              |                                              |                                              |                                              |                                              |  |  |                                            |                                            |                                            |                                            |                                            |                                            |                                 |                                 |                                 |                                 |                                  |                                  |                                  |                                  |                                  |                                  |  |  |
|                                               |                                               |                                               |                                               |                                               |                                               |                                             |                                             | Édouard (1453 † 1471) prince de Galles         | Édouard (1453 † 1471) prince de Galles         | Édouard (1453 † 1471) prince de Galles         | Édouard (1453 † 1471) prince de Galles         | Édouard (1453 † 1471) prince de Galles         | Édouard (1453 † 1471) prince de Galles         |                                  |                                  |                                  |                                  |                              |                              |                              |                              |                            |                            |                            |                            |  |  |                                                 |                                                 |                                                 |                                                 |                                                 |                                                 |  |  |  |  |                                   |                                   |                                   |                                   |                                   |                                   | Henri VII · (1457 † 1509) · roi d'Angleterre | Henri VII · (1457 † 1509) · roi d'Angleterre | Henri VII · (1457 † 1509) · roi d'Angleterre | Henri VII · (1457 † 1509) · roi d'Angleterre | Henri VII · (1457 † 1509) · roi d'Angleterre | Henri VII · (1457 † 1509) · roi d'Angleterre |                                          |                                          |  |  |                                              |                                              |                                              |                                              |                                              |                                              |  |  |                                            |                                            |                                            |                                            |                                            |                                            |                                 |                                 |                                 |                                 |                                  |                                  |                                  |                                  |                                  |                                  |  |  |
|                                               |                                               |                                               |                                               |                                               |                                               |                                             |                                             |                                                |                                                |                                                |                                                |                                                |                                                |                                  |                                  |                                  |                                  |                              |                              |                              |                              |                            |                            |                            |                            |  |  |                                                 |                                                 |                                                 |                                                 |                                                 |                                                 |  |  |  |  |                                   |                                   |                                   |                                   |                                   |                                   | Maison Tudor                                 |                                              |                                              |                                              |                                              |                                              |                                          |                                          |  |  |                                              |                                              |                                              |                                              |                                              |                                              |  |  |                                            |                                            |                                            |                                            |                                            |                                            |                                 |                                 |                                 |                                 |                                  |                                  |                                  |                                  |                                  |                                  |  |  |

## Les châtelains de Lancastre
Auparavant, du XIe au XIIIe siècle, une autre famille porta ce nom de « Lancastre », comme châtelains de Lancastre, aussi lords/barons de Kendal (Barony of Kendal (en), avant les Earls of Kendal), actifs en Lancashire, Yorkshire et en Cumbria, particulièrement en Westmorland et Cumberland. Ils étaient liés à la famille Taillebois de Kendal (dont Ivo Taillebois (en)) sans qu'on sache précisément la nature de ce lien.
Filiation : Guillaume Ier de Lancastre William de Lancaster I (en) († vers 1170 ; fils d'un Gilbert) ; père de Guillaume II ; père d'Helwise qui épouse Gilbert fitz Roger fitz Reinfried (en) († vers 1220) ; parents de Guillaume III.
Cette famille s'éteignit dans les mâles avec ce dernier, disparu vers le milieu du XIIIe siècle ; les deux sœurs de William III, Helwise et Alice, transmirent des parts de l'héritage cumbrien à leurs descendants : les Bruce/Brus de Skelton (branche venue d'Adam, fils de Robert Ier) puis les Ros et les Parr, dont la reine Catherine ; les Thweng (dont Marmaduke Thweng, 1st Baron Thweng (en)) puis les Lumley ; et les Lyndesey/Lindsey, ces derniers fondus au XIVe siècle dans les Coucy par le mariage en 1280 de Christine Lindsey, dame de Bailleul-en-Vimeu et nièce du roi Jean Baliol d'Écosse, avec Enguerrand V (Henri IV en descend) ; un frère naturel de William III se nommait Roger « de Lancastre », lord de Rydal, Cumbria.